# 1 000 kilomètres de Brands Hatch 1984
Navigation
Édition précédente Édition suivante
Les 1 000 kilomètres de Brands Hatch 1984 (officiellement appelé le British Aerospace 1000 km), disputées le 29 juillet 1984 sur le Circuit de Brands Hatch, ont été la cinquième manche du Championnat du monde des voitures de sport 1984.

## La course

### Classement de la course
Voici le classement officiel au terme de la course,,.
- Les premiers de chaque catégorie du championnat du monde sont signalés par un fond jaune.
- Pour la colonne Pneus, il faut passer le curseur au-dessus du modèle pour connaître le manufacturier de pneumatiques.
- Les voitures ne réussissant pas à parcourir 75% de la distance du gagnant sont non classées (NC).

| Pos  | Classe   | no  | Écurie                            | Pilotes                                            | Châssis                             | Pneus | Tours | Temps                    |
| Pos  | Classe   | no  | Écurie                            | Pilotes                                            | Moteur                              | Pneus | Tours | Temps                    |
| ---- | -------- | --- | --------------------------------- | -------------------------------------------------- | ----------------------------------- | ----- | ----- | ------------------------ |
| 1    | C1       | 14  | GTi Engineering / Canon Racing    | Jonathan Palmer Jan Lammers                        | Porsche 956                         | D     | 238   | 5 h 41 min 46 s 330      |
| 1    | C1       | 14  | GTi Engineering / Canon Racing    | Jonathan Palmer Jan Lammers                        | Porsche Type-935 2,6 l Flat-6 Turbo | D     | 238   | 5 h 41 min 46 s 330      |
| 2    | C1       | 8   | Blaupunkt Joest Racing            | Jochen Mass Henri Pescarolo                        | Porsche 956B                        | D     | 236   | + 2 tours                |
| 2    | C1       | 8   | Blaupunkt Joest Racing            | Jochen Mass Henri Pescarolo                        | Porsche Type-935 2,6 l Flat-6 Turbo | D     | 236   | + 2 tours                |
| 3    | C1       | 55  | Skoal Bandit Porsche Team         | Rupert Keegan Guy Edwards Thierry Boutsen          | Porsche 962                         | G     | 234   | + 4 tours                |
| 3    | C1       | 55  | Skoal Bandit Porsche Team         | Rupert Keegan Guy Edwards Thierry Boutsen          | Porsche Type-935 2,6 l Flat-6 Turbo | G     | 234   | + 4 tours                |
| 4    | C1       | 10  | Porsche Kremer Racing             | David Sutherland Desiré Wilson George Fouché       | Porsche 956                         | G     | 229   | + 9 tours                |
| 4    | C1       | 10  | Porsche Kremer Racing             | David Sutherland Desiré Wilson George Fouché       | Porsche Type-935 2,6 l Flat-6 Turbo | G     | 229   | + 9 tours                |
| 5    | C1       | 19  | Team Warsteiner Brun              | Stefan Bellof Harald Grohs                         | Porsche 956B                        | D     | 224   | + 14 tours               |
| 5    | C1       | 19  | Team Warsteiner Brun              | Stefan Bellof Harald Grohs                         | Porsche Type-935 2,6 l Flat-6 Turbo | D     | 224   | + 14 tours               |
| 6    | C1       | 33  | Skoal Bandit Porsche Team         | David Hobbs Guy Edwards Thierry Boutsen            | Porsche 956                         | G     | 222   | + 16 tours               |
| 6    | C1       | 33  | Skoal Bandit Porsche Team         | David Hobbs Guy Edwards Thierry Boutsen            | Porsche Type-935 2,6 l Flat-6 Turbo | G     | 222   | + 16 tours               |
| 7    | C1       | 5   | Martini Lancia                    | Mauro Baldi Pierluigi Martini Bob Wollek           | Lancia LC2                          | D     | 221   | + 17 tours               |
| 7    | C1       | 5   | Martini Lancia                    | Mauro Baldi Pierluigi Martini Bob Wollek           | Ferrari 308C 3,0 l V8 Turbo         | D     | 221   | + 17 tours               |
| 8    | C1       | 9   | Team Warsteiner Brun              | Walter Brun Prince Leopold von Bayern              | Porsche 956                         | D     | 221   | + 17 tours               |
| 8    | C1       | 9   | Team Warsteiner Brun              | Walter Brun Prince Leopold von Bayern              | Porsche Type-935 2,6 l Flat-6 Turbo | D     | 221   | + 17 tours               |
| 9    | C1       | 12  | Schornstein Racing Team           | Volkert Merl Dieter Schornstein "John Winter"      | Porsche 956                         | D     | 217   | + 21 tours               |
| 9    | C1       | 12  | Schornstein Racing Team           | Volkert Merl Dieter Schornstein "John Winter"      | Porsche Type-935 2,6 l Flat-6 Turbo | D     | 217   | + 21 tours               |
| 10   | C2       | 70  | Spice-Tiga Racing                 | Ray Bellm Neil Crang                               | Tiga GC84                           | A     | 207   | + 31 tours               |
| 10   | C2       | 70  | Spice-Tiga Racing                 | Ray Bellm Neil Crang                               | Ford Cosworth DFL 3,0 l V8 Atmo     | A     | 207   | + 31 tours               |
| 11   | C1       | 21  | Charles Ivey Racing               | Barry Robinson Dudley Wood                         | Grid S2                             | A     | 203   | + 35 tours               |
| 11   | C1       | 21  | Charles Ivey Racing               | Barry Robinson Dudley Wood                         | Porsche Type-935 2,6 l Flat-6 Turbo | A     | 203   | + 35 tours               |
| 12   | B        | 101 | Jens Winther Team Castrol Denmark | Jens Winther Lars Viggo Jensen (pl) David Mercer   | BMW M1                              | A     | 191   | + 47 tours               |
| 12   | B        | 101 | Jens Winther Team Castrol Denmark | Jens Winther Lars Viggo Jensen (pl) David Mercer   | BMW M88/1 3,5 l I6 Atmo             | A     | 191   | + 47 tours               |
| 13   | IMSA GTX | 131 | Vittorio Coggiola                 | "Victor" Gianni Giudici Angelo Pallavicini (pl)    | Porsche 935                         | ?     | 185   | + 53 tours               |
| 13   | IMSA GTX | 131 | Vittorio Coggiola                 | "Victor" Gianni Giudici Angelo Pallavicini (pl)    | Porsche Type-930 3,2 l Flat-6 Turbo | ?     | 185   | + 53 tours               |
| 14   | C1       | 65  | John Bartlett                     | Roger Anderson Steve Kimpton Max Cohen-Olivar      | Lola T610                           | D     | 176   | + 62 tours               |
| 14   | C1       | 65  | John Bartlett                     | Roger Anderson Steve Kimpton Max Cohen-Olivar      | Ford Cosworth DFL 3,0 l V8 Atmo     | D     | 176   | + 62 tours               |
| 15   | C2       | 81  | Jolly Club                        | Almo Coppelli Martino Finotto Carlo Facetti        | Alba AR2 (de)                       | A     | 175   | + 63 tours               |
| 15   | C2       | 81  | Jolly Club                        | Almo Coppelli Martino Finotto Carlo Facetti        | Giannini Carma FF 1,9 l I4 Turbo    | A     | 175   | + 63 tours               |
| 16   | C2       | 99  | JQF Engineering Ltd.              | Jeremy Rossiter (en) Roy Baker                     | Tiga GC284                          | A     | 171   | + 67 tours               |
| 16   | C2       | 99  | JQF Engineering Ltd.              | Jeremy Rossiter (en) Roy Baker                     | Ford Cosworth BDT 1,8 l I4 Turbo    | A     | 171   | + 67 tours               |
| DSQ† | C2       | 94  | Gild Bard Techspeed Racing        | Steve Thompson Tony Lanfranchi Divina Galica       | Grid S1                             | A     | 191   | + 47 tours               |
| DSQ† | C2       | 94  | Gild Bard Techspeed Racing        | Steve Thompson Tony Lanfranchi Divina Galica       | Ford Cosworth DFL 3,0 l V8 Atmo     | A     | 191   | + 47 tours               |
| DSQ‡ | IMSA GTP | 84  | Lyncar Motorsport Ltd.            | Costas Los John Nicholson                          | Lyncar MS83                         | A     | 185   | + 53 tours               |
| DSQ‡ | IMSA GTP | 84  | Lyncar Motorsport Ltd.            | Costas Los John Nicholson                          | Ford Cosworth DFV 3,0 l V8 Atmo     | A     | 185   | + 53 tours               |
| Abd. | C2       | 72  | Gebhardt Motorsport               | Jan Thoelke (de) Frank Jelinski Gerry Amato        | Gebhardt JC842                      | A     | 131   | Pompe à essence          |
| Abd. | C2       | 72  | Gebhardt Motorsport               | Jan Thoelke (de) Frank Jelinski Gerry Amato        | BMW M12/7 2.0 L I4                  | A     | 131   | Pompe à essence          |
| Abd. | B        | 107 | Raymond Boutinaud (de)            | Raymond Boutinaud (de) Gerard Brucelle Edgar Dören | Porsche 928S                        | ?     | 123   | Abandon                  |
| Abd. | B        | 107 | Raymond Boutinaud (de)            | Raymond Boutinaud (de) Gerard Brucelle Edgar Dören | Porsche 4,7 l V8 Atmo               | ?     | 123   | Abandon                  |
| Abd. | IMSA GTP | 88  | Ark Racing                        | Max Payne Chris Ashmore                            | Ceekar 83J                          | A     | 92    | Moteur                   |
| Abd. | IMSA GTP | 88  | Ark Racing                        | Max Payne Chris Ashmore                            | Ford Cosworth BDX 2,0 l I4 Atmo     | A     | 92    | Moteur                   |
| Abd. | C1       | 4   | Martini Lancia                    | Paolo Barilla Bob Wollek                           | Lancia LC2                          | D     | 52    | Accident                 |
| Abd. | C1       | 4   | Martini Lancia                    | Paolo Barilla Bob Wollek                           | Ferrari 308C 3,0 l V8 Turbo         | D     | 52    | Accident                 |
| Abd. | C1       | 16  | Richard Cleare (pl)               | Richard Cleare (pl) John Cooper David Leslie       | Porsche-Kremer CK5                  | ?     | 46    | Suspension               |
| Abd. | C1       | 16  | Richard Cleare (pl)               | Richard Cleare (pl) John Cooper David Leslie       | Porsche Type-935 2,6 l Flat-6 Turbo | ?     | 46    | Suspension               |
| Np.  | C1       | 6   | Martini Lancia                    | Pierluigi Martini Paolo Barilla Bob Wollek         | Lancia LC2                          | D     | -     | Retrait                  |
| Np.  | C1       | 6   | Martini Lancia                    | Pierluigi Martini Paolo Barilla Bob Wollek         | Ferrari 308C 3,0 l V8 Turbo         | D     | -     | Retrait                  |
| Np.  | C2       | 73  | Gebhardt Motorsport               | Frank Jelinski                                     | Gebhardt JC843                      | A     | -     | Retrait                  |
| Np.  | C2       | 73  | Gebhardt Motorsport               | Frank Jelinski                                     | Ford Cosworth DFV 3,0 l V8 Atmo     | A     | -     | Retrait                  |
| Np.  | IMSA GTP | 92  | Nayler Road & Motorsport          | Mike Kimpton Adrian Hall Tim Lee-Davey             | Tiga 83TSGT                         | ?     | -     | Moteur                   |
| Np.  | IMSA GTP | 92  | Nayler Road & Motorsport          | Mike Kimpton Adrian Hall Tim Lee-Davey             | Hart 420R 2,0 l I4                  | ?     | -     | Moteur                   |
| Np.  | B        | 106 | Helmut Gall                       | Helmut Gall Kurt König (de)                        | BMW M1                              | D     | -     | Moteur durant les essais |
| Np.  | B        | 106 | Helmut Gall                       | Helmut Gall Kurt König (de)                        | BMW M88/1 3,5 l I6 Atmo             | D     | -     | Moteur durant les essais |

† - La Grid S1 n°94 de l'écurie Gild Bard Techspeed Racing a été disqualifiée après la course pour avoir été poussée sur la ligne d'arrivée lors du dernier tour de la course.
‡ - La Lyncar MS83 n°84 de l'écurie Lyncar Motorsports Ltd. a été disqualifiée après la course pour avoir réalisé un dernier tour de course trop lent.

## Pole position et record du tour
- Pole position :  Jonathan Palmer (#14 Canon Racing-GTi Engineering) en 1 min 17 s 320
- Meilleur tour en course :  Bob Wollek (#4 Martini Lancia) en 1 min 21 s 030

## Tours en tête
- no 14 Porsche 956 - Canon Racing / GTi Engineering : 238 tours (1-238)

## À noter
- Longueur du circuit : 4,207 km
- Distance parcourue par les vainqueurs : 1 001,069 km